# Jörg Bernstein

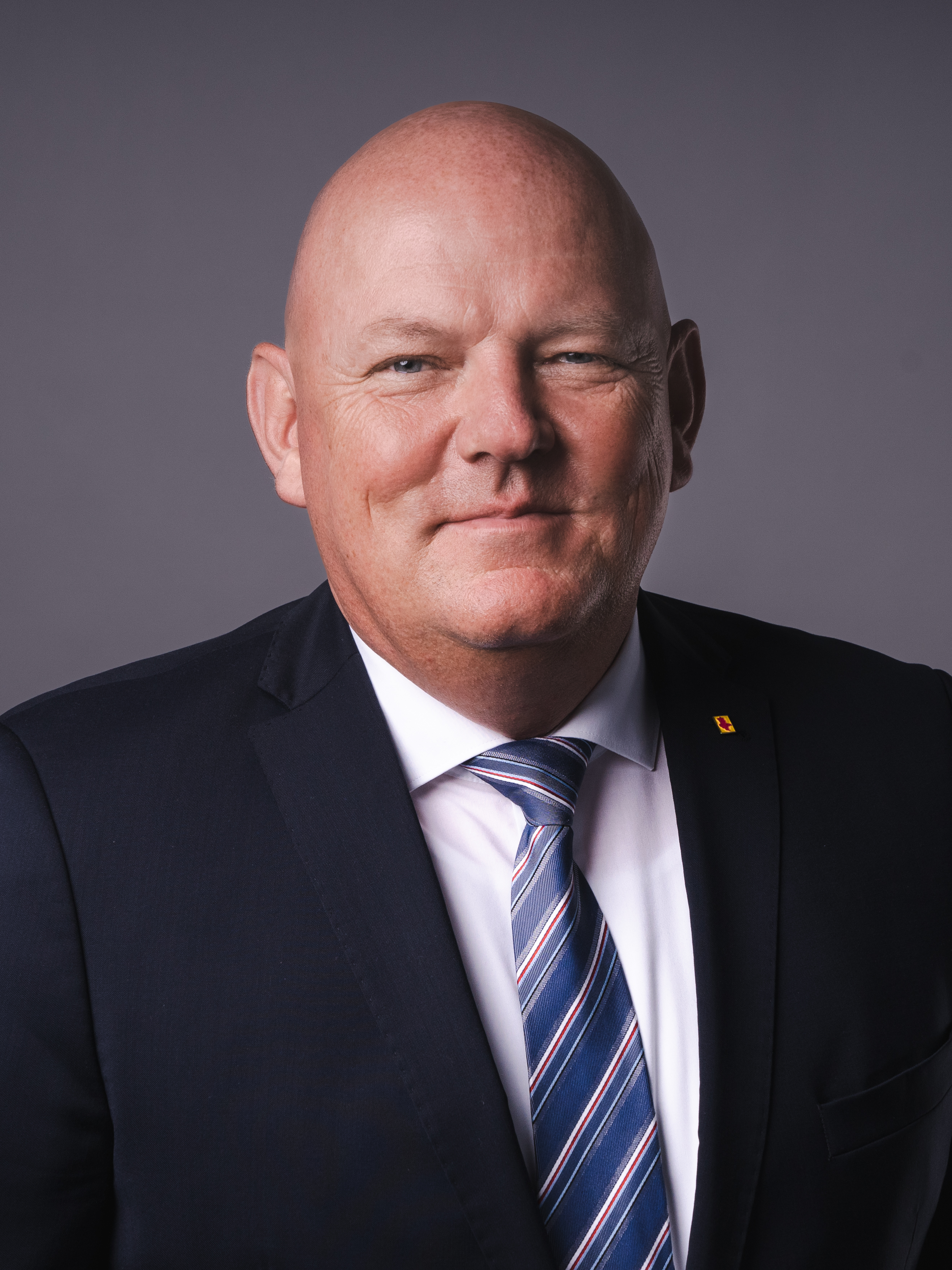
Jörg Bernstein (2022)

Jörg Bernstein (* 1966 in Roßlau (Elbe)) ist ein deutscher Politiker (FDP) und Abgeordneter im Landtag von Sachsen-Anhalt.

## Leben
Jörg Bernstein wuchs seit 1970 in Dessau auf. Nach dem Schulbesuch absolvierte er von 1982 bis 1985 im VEB Zementanlagenbau Dessau eine Ausbildung mit Abitur zum Maschinen- und Anlagenmonteur. Nach dem Wehrdienst studierte er von 1987 bis 1992 an der Technischen Universität Magdeburg Berufs- und Wirtschaftspädagogik mit Abschluss als Diplom-Gewerbelehrer. Anschließend war er in seinem Beruf tätig.

## Politik und Partei
Jörg Bernstein gehört dem Stadtrat von Dessau-Roßlau und dem Ortschaftsrat von Kochstedt an. Er amtiert als Vorsitzender des FDP-Kreisverbandes Dessau-Roßlau. Bei der Landtagswahl in Sachsen-Anhalt 2021 erhielt er ein Mandat über die Landesliste seiner Partei.
Er ist Mitglied im Bildungsausschuss und als stellvertretender Vorsitzender Mitglied im Finanzausschuss. 